# Änglar och demoner
Änglar och demoner (engelsk titel: Angels & Demons, ISBN 910010502-3, översättning av Ola Klingberg) är en bestseller-roman av den amerikanske författaren Dan Brown, utgiven 2000. Den handlar om Harvard-professorn Robert Langdon och dennes ständiga kamp mot klockan under jakten på en mördare tillhörande Illuminati - ett hemligt, naturvetenskapligt sällskap som söker vedergällning mot den Romersk-katolska kyrkan och ämnar utplåna Vatikanstaten med hjälp av den destruktiva antimaterien.
Romanen introducerar huvudpersonen Robert Langdon, som även är huvudperson i Dan Browns uppföljare, Da Vinci-koden. Den delar även många stilistiska element med den senare, till exempel konspirationer av hemliga sällskap, en tidsram som bara spänner över en dag, och den Romersk-katolska kyrkan. Den här gången baseras boken på de motsättningar som alltid har funnits mellan kyrkan och vetenskapen. Bernini är den konstnär som får extra mycket utrymme i den här boken men även Galileo Galilei blir nämnd som en framstående konstnär. Antik historia, arkitektur och symbolik är starkt refererade i hela romanen. En filmatisering med samma namn kom på bio i Sverige den 13 maj 2009. Tom Hanks spelade huvudrollen.

## Handling
Robert Langdon, professor i religiös symbolik, väcks mitt i natten av ett mystiskt telefonsamtal från en schweizisk forskare och kallas till Cern (världens största naturvetenskapliga anläggning) i Schweiz där Leonardo Vetra, en framstående forskare, har blivit bestialiskt mördad i sitt laboratorium och mördaren har inbränt på hans kropp lämnat efter sig ett 400 år gammalt märke (ett ambigram) som symboliserar Illuminati, den katolska kyrkans urgamla, mytomspunna fiende och den mäktigaste underjordiska organisation som existerat.
Illuminati har lyckats stjäla forskarens senaste uppfinning, antimateria, som i kontakt med materia och i fel händer bildar en mycket kraftig bomb. Sällskapet meddelar att denna bomb, med krafter som kan mäta sig med atombomber, skall placeras någonstans inom Vatikanstaten. Den katolska kyrkan tycks vara på väg mot sin undergång. Budskapet om bomben tas dock inte på allvar, och världens kardinaler samlas i en konklav för att välja en ny påve, då den föregående avlidit strax innan.
Illuminati meddelar att ytterligare illdåd skall genomföras samma kväll som explosionen skall äga rum, nämligen morden på de fyra främsta kandidaterna till posten som påve. När man upptäcker att dessa är försvunna, tvingas Langdon engagera sig i Vatikanens desperata räddningsaktion och ta upp jakten på Illuminati tillsammans med den mördade Leonardo Vetras säreget vackra och intelligenta dotter, Vittoria Vetra. Langdon uppdagar att ledtrådar om var de fyra kardinalerna kan tänkas bli mördade finns i Vatikanarkivet och i verket Diagramma av Galileo Galilei, en av Iluminatis grundare. Jakten på bomben, de fyra kardinalerna och Illuminatis mördare blir en hård kamp mot klockan... och snart måste Langdon riskera mer än sin hälsa.

## Felaktigheter
Bokens första upplaga innehöll särskilt många fall av bristande lokaliseringar av platser i Rom, samt felaktig användning av det italienska språket. Några av språkfrågorna har korrigerats i följande utgåvor.
"Novus ordo seclorum", på endollarsedlarna betyder inte "ny sekulär ordning" eller "New Secular Order" i originalet (kapitel 31). Frasen har snarare betydelsen "Den nya tidens ordning".